# Southeastern Pennsylvania Transportation Authority
De Southeastern Pennsylvania Transportation Authority, beter bekend onder de afkorting SEPTA, is een Amerikaanse vervoersorganisatie die allerlei soorten openbaar vervoer in en rond Philadelphia (Pennsylvania) verzorgt. SEPTA opereert in de eengemaakte stad-county Philadelphia en de county's Delaware, Montgomery, Bucks en Chester. De diensten van SEPTA reiken bovendien tot in New Castle County in de staat Delaware en Mercer County in New Jersey. Als enige netwerk in de VS verzorgt SEPTA de vijf grote types voertuigen voor openbaar vervoer: voorstadspoorwegen, stadsspoorwegen, trams, trolleybussen en autobussen. Het enige andere netwerk dat dat ook deed was de Massachusetts Bay Transportation Authority in Boston, maar in 2023 staakte dat bedrijf de trolleybusdiensten.
Qua passagiers is SEPTA het op vijf na grootste metronetwerk in de Verenigde Staten en het op vier na grootste netwerk voor alle soorten openbaar vervoer. In totaal beheert de organisatie 280 actieve haltes en stations, meer dan 720 km spoor, 2295 voertuigen en 196 routes.